# Katharina Dalichau
Katharina Dalichau (* 9. August 1970 in München als Katharina Schmaltz) ist eine deutsche Schauspielerin.

## Leben
Bereits während der Gymnasialzeit entdeckte Katharina Dalichau ihre Liebe zum Theaterspielen und wurde 1993 an der Schauspielschule Max-Reinhardt-Seminar in Wien aufgenommen. Es folgten verschiedene Engagements in den Bereichen Theater, Kino und Fernsehen (von 2002 bis 2004 spielte sie in der Vorabendserie „Verbotene Liebe“ die Rolle der Hanna Novak).
Sie war an folgenden Theatern engagiert: Theater im Zentrum Wien, Stadttheater Gießen, Pfalztheater Kaiserslautern, Theater im Bauturm Köln, Theater im Zimmer Hamburg, Deutsches Theater Göttingen, Rheinisches Landestheater Neuss, Düsseldorfer Schauspielhaus.
Als Dozentin arbeitete sie seit 2002 für verschiedene Schauspielschulen im Fachbereich Darstellung (Arturo Schauspielschule Köln / TASK Köln).

## Theater
- Max-Reinhardt-Seminar Wien 1993–1997
- Theater im Zentrum, Wien 1996/1997
- Stadttheater Gießen 1997–1999
- Pfalztheater Kaiserslautern 2000–2001
- Theater im Bauturm Köln 2001–2002
- Theater im Zimmer Hamburg 2004–2005
- Deutsches Theater Göttingen 2007–2008
- Rheinisches Landestheater Neuss seit 2009–2019 (festes Ensemblemitglied)
- Düsseldorfer Schauspielhaus 2023

## Filmografie
Kinoproduktionen
- 1999: Westend
- 2020: Wer ist Dr. Eckberg?

Hochschulfilm- und Kurzfilmproduktionen
- 2003: In einer Nacht wie dieser
- 2004: Kurfrieden
- 2006: Schwarze Nelke
- 2006: Krieg und außerdem Frieden
- 2006: Poldis Engel
- 2007: Ach Luise

Sonstiges
- 2006: Fang den Mörder

Fernsehproduktionen und Fernsehserien (Auswahl)
- 2000: Liebestod
- 2000–2001: Hinter Gittern
- 2001: Für alle Fälle Stefanie
- 2002: Siebenstein
- 2003: Bloch – Ein Fleck auf der Haut
- 2002–2004: Verbotene Liebe
- 2007: Lindenstraße
- 2008: 4 Singles
- 2008: Die Trickser
- 2014: SOKO Köln
- 2019: Unter uns
- 2021: Ein Fall für zwei
- 2023: Bettys Diagnose

## Privates
Katharina Dalichau hat zwei Kinder und lebt in Köln.